# Social-National Forsamling
Social-National Forsamling (SNA) var en samling af ultranationalistiske radikale organisationer og grupper, der blev grundlagt i 2008, og som deler den social-nationale ideologi og er enige om at opbygge en social-national stat i Ukraine. Den befinder sig på den yderste højrefløj i ukrainsk politik og er bygget op omkring "Ukraines Patrioter". I slutningen af november 2013 indgik både S.N.A. og "Ukraines Patriot" en sammenslutning med flere andre ukrainske højreekstremistiske grupper, som førte til dannelsen af Pravij sektor (Højre sektor). I 2014 var S.N.A. også tæt på Svoboda og Yuriy Zbitnyev, lederen af det nationalistiske politiske parti "Nova Syla" (New Force). I 2014 var S.N.A.'s aktiviteter stort set Kiev-baserede.